# NGC 9
NGC 9 es una galaxia espiral a unos 140 millones de años luz de distancia en la constelación de Pegaso. Fue descubierto el 27 de septiembre de 1865 por Otto Wilhelm von Struve.